# 乌库什沙里克国家公园
乌库什沙里克国家公园是加拿大努納武特地區的一座国家公园，涵蓋了北極圈以南20,885平方公里（8,064 平方英里）的凍原和泥滩以及努雅特村。公园环绕着哈德森湾的一個入江瓦格湾（Wager Bay）。雖然是努納武特四個國家公園中最小的一個，卻是加拿大第六大的國家公園。公园的名字与当地的皂石有关，乌库什沙里克的意思是“制作石壶原料之地”。
該地區是北極熊、灰熊、北極狼、瘠地馴鹿、海豹和遊隼等物種的棲地。园区内的植被是典型的低地苔原、矮樺（Betula nana）、矮柳（Salix herbacea）和仙女木。河谷中可見到零星分佈的北方針葉林。
公园內目前无人居住，但因纽特人从11世纪至20世纪60年代曾居住此地。在該地區發現了狐狸陷阱、压帐篷石圈、食物藏窟的遺跡。1925年至1947年間，哈德逊湾公司在此设有交易站。公园於2003年8月23日成立，成为加拿大第41个国家公园。从最近的贝克莱克社区或努雅特搭乘飞机或乘船均可到达。

## 历史

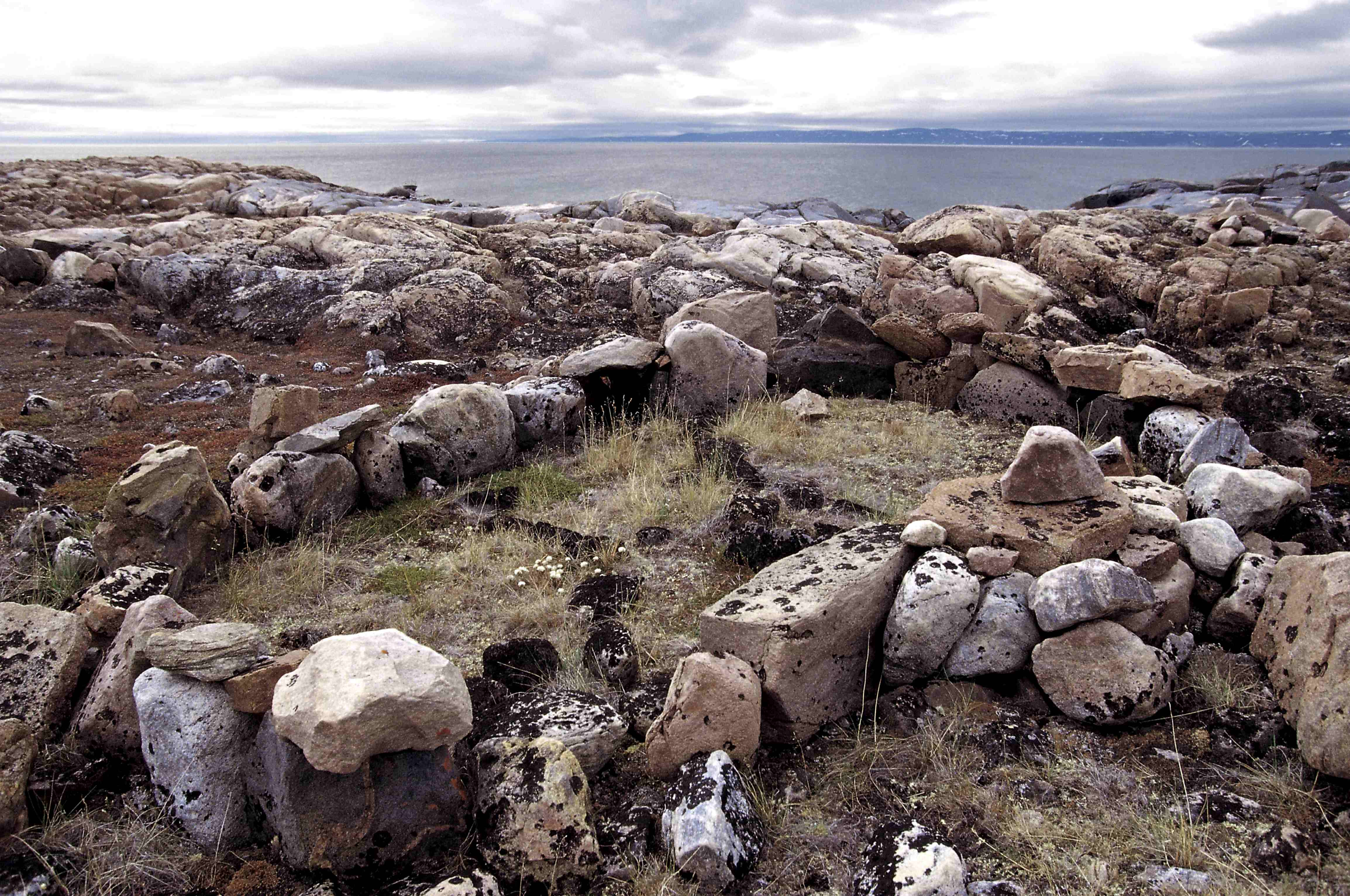
蒂尼图克土平原的瓦格湾遗址

瓦格海湾的早期历史鲜有人知，直至19世纪，因纽特人在此居住才将他们的历史口口相传。
然而，一处显著的大量巨石遗址，主要以北方人、印纽苏特人压帐篷石圈和藏窖和遮蔽物证明瓦格海湾沿岸，人类居住已达千年之久。去年认定了约500个考古学遗址，从多赛特文化（公元前500年—公元1000年）和极北文化（1000-1800年）至近两个世纪。
荒地因纽特并非同一个部落，而是一个家族下的不同分支：
- 贝克河和哈耶斯＆地区的乌库什沙里因纽特族
- 雷普尔斯海湾地区的艾维里因纽特族
- 贝克尔湖和切斯特菲尔德入口地区的科尔尼纽特族
- 库加阿鲁克和塔罗幽克的纳特斯力克因纽特族

### 第一支欧洲人
1742年，克里斯托弗·米德勒顿登上他的航船福纳斯号，成为第一个到达海角，因冰流二延至数周后方可离去。
在抵达他以英国海军部第一阶大臣查尔斯·瓦格给海湾命名，而抛锚的海港名为道格拉斯海湾，是以他此次出航探险的赞助人詹姆斯和亨利·道格拉斯受名。萨瓦特岛附近是以在那看到的萨瓦特·爱斯基摩人来取名的。
米德尔顿在研究北方通道和5年后威廉·摩尔和他的单桅帆船探险均未取得成就。这片区域被认为太偏僻而毫无用处，一个世纪以来，海湾不再被记载或参观。19世纪80年代，美国探险家查尔斯·弗朗西斯·霍尔于1864年率一艘双桅帆船蒙提斯洛抵达罗斯威尔康海峡，研究约翰·富兰克林于1845年西北通道探险失踪之地，并在瓦格海湾度过整个冬季。1879年，中尉弗雷德里克·斯奇瓦特卡率领另一支美国探险队陆地考察约翰·富兰克林通过的瓦格海湾附近区域。当毛皮交易于19世纪在这里展开后，这一地区最后变成了共有地区。

### 20世纪早期
20世纪早期，加拿大政府展示瓦格海湾的一处名胜古迹，为在北极圈建立起加拿大的主权，派地质学家艾伯特·彼得·劳乘尼普顿前往。
1900年，美国捕鲸人乔治·G.克利夫兰在海湾入港口处独自修建捕鲸站，运营了近4年。虽然捕鲸站关闭，苏格兰捕鲸人时有尝试运气而在瓦格区捕猎海洋哺乳动物。萨瓦格岛上还会发现大型铁鱼叉头和其他残留物。
1910年，皇家西北部骑警队在萨瓦格岛附近瓦格海湾海岸设立了一处警署站。一只警察的船失事，在瓦格海湾小型的东南入口处是警察短暂出现的证据。

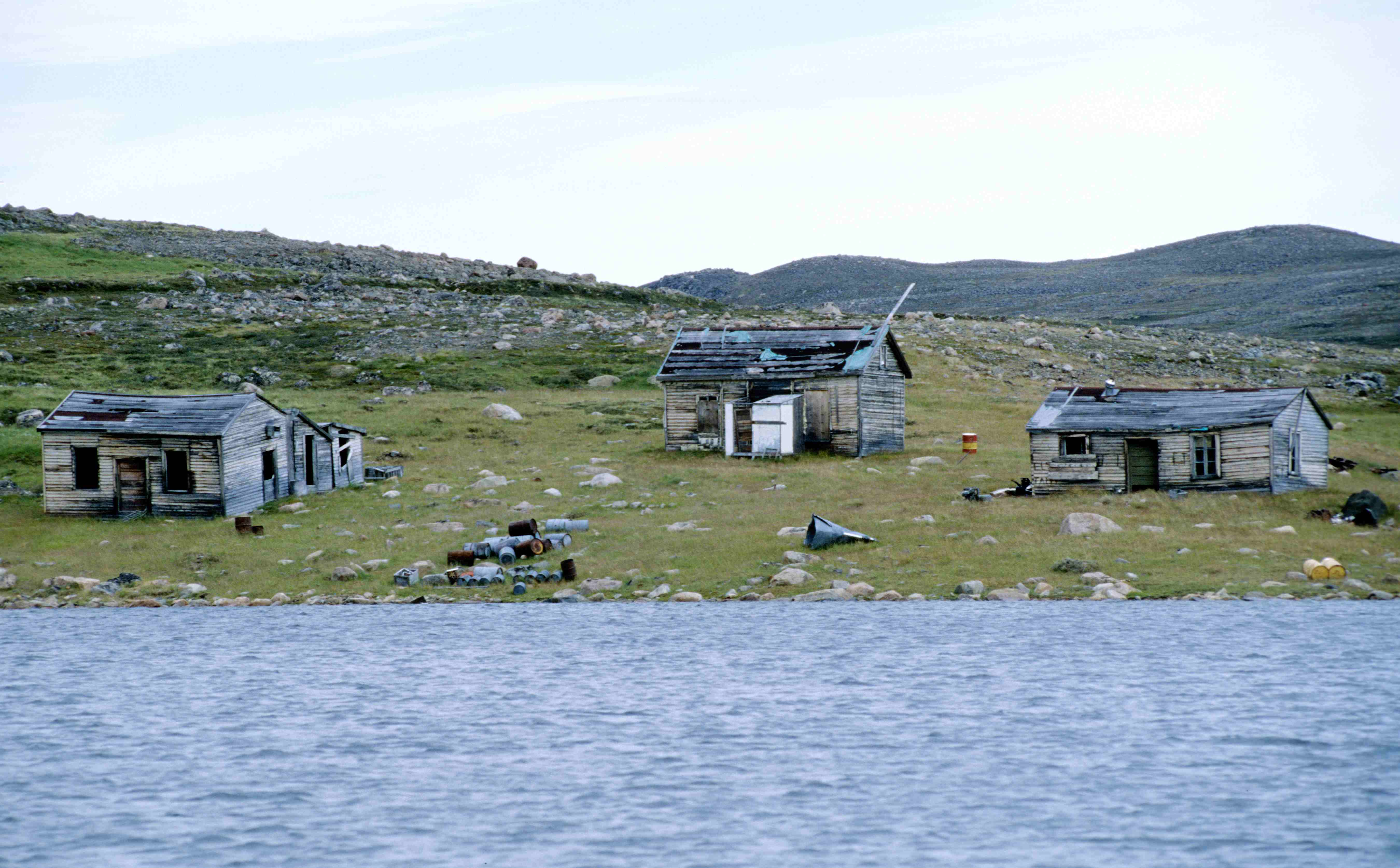
福德湖处被遗弃的哈德孙海湾公司前哨

1915年，乔治·克利夫兰在瓦格海湾口设立了临时，也是这个地区的第一个交易站。1919年，克利夫兰现在HBC任职，在瓦格海湾口对面建立了一座交易站。它为修建雷普尔斯海湾的HBC站点运送建筑材料，位于罗斯威尔康海峡北部末端一处地势有利之处，这一站点对公司向北部拓展业务异常重要。
随着局部活动，20世纪的第一个年头，哈德孙海湾公司努力把毛皮贸易的控制权掌握在手中。他们开始建立一张大型而密集的站点网络，从西北的哈德孙海湾荒地到欧洲大陆的北部海岸。通过那些计划，在瓦格海湾外围的站点应发挥着重要作用。新站点包括乌库什沙里因纽特区域直至贝克河河口，距西北250㎞，抵临公司的战略要地，如果可以，将阻止竞争对手莱维安·福勒雷的商业活动，从他们的贝克尔湖基地起。1925年夏季末，一艘双桅纵帆船福特·切斯特菲尔德进入航道，遵照当地因纽特人的建议，在图斯朱雅克（现在的福德湖）找到了一处保护优良的入口修建他们的战略要地。
第一年期间，一切进展顺利。除了提供日常需要的物资，站点总体上也为因纽特人提供物品以及医疗救助。这里成为了交汇点，可以让因纽特人从遥远的营地也可交换信息。1929年12月，22个因纽特家族的107人，在他们的圆顶冰屋附近露营。不久之后，皮毛交易激增。哈德孙海湾公司改变他们的主要站点，1933年，进入一个警戒部队并委托一位因纽特人因奎佳吉管理。他随后得到机会，展开自己的毛皮交易。瓦格·迪克和他的家族生活在站点建筑中，直至1946年才来到前哨。公司最终在对手的战略上取得成功，1936年买下莱维安·福勒雷。
那时派去的无玷圣母献主会的传教士在萨瓦格岛修建了一座小型圣地，并未取得极大胜利，最后撤离。当哈德孙海湾公司在20世纪40年代中期结束了活动后，因纽特人还是迁移至社区中。
30年后，从1979年至1981年，因纽特从兰金入尝试复兴他们从前的家园，但没有成功。这个区域目前无人居住，除了临时游客和当地以捕猎为生的因纽特人。

## 景观

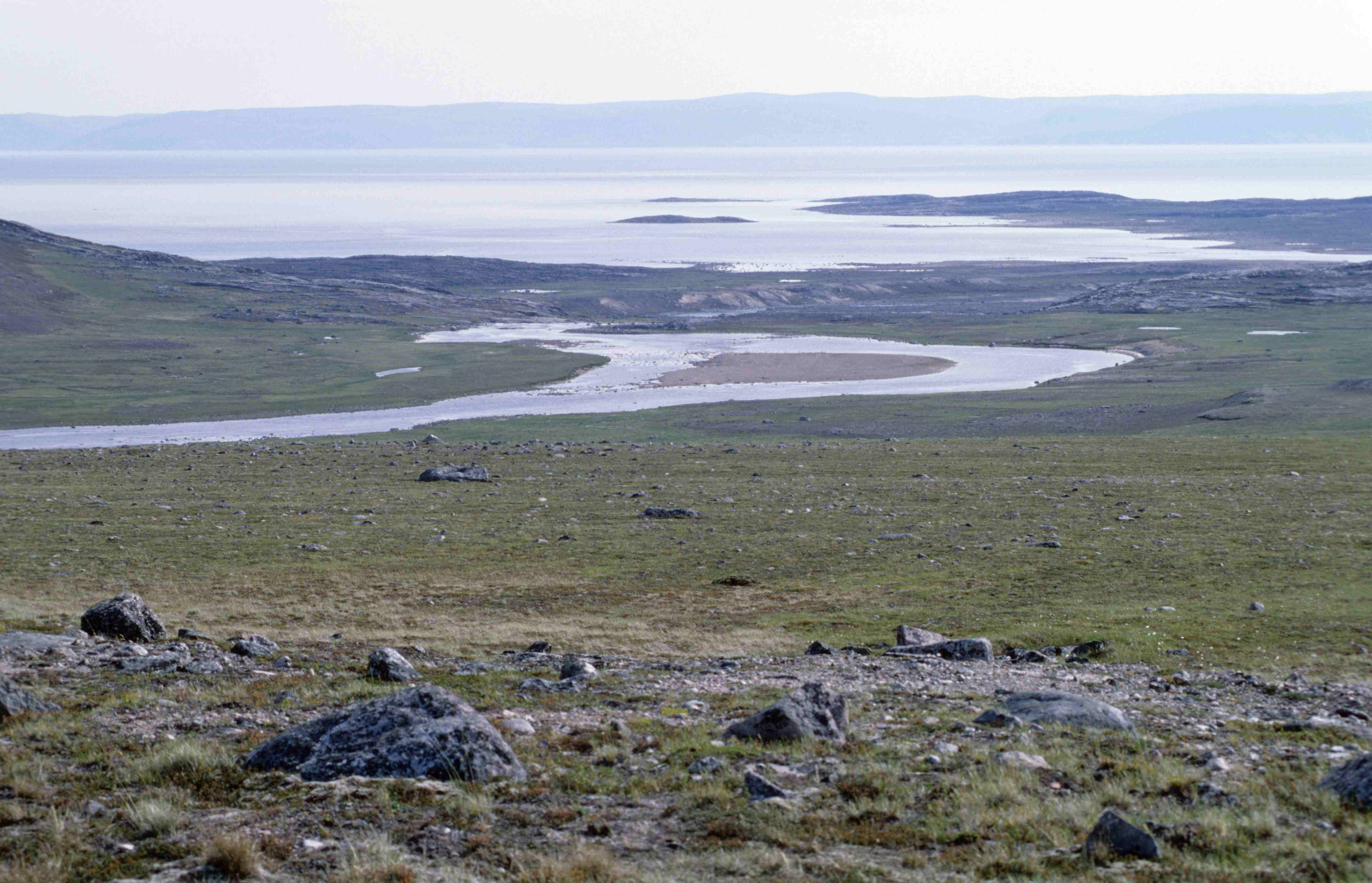
斯拉河和瓦格湾

哈德孙海湾西北角，距切斯特菲尔德入口东北处200㎞，富勒顿和肯达尔海峡附近，是罗斯威尔康海峡，向东延伸至奇瓦里克区和南安普顿岛至雷普尔斯海湾之间，那里有一处以此命名的地方，位于北极圈内。瓦格海湾是罗斯威尔康海峡的入口，也是那里的地理中心，地处多波斯附近。
瓦格海湾是国家公园的核心。它的入口处如同一道相当狭窄的瓶颈，长度超过30千米，最窄处近4㎞宽。潮汐涨落落差达8米，潮流活动频繁，引起多年大型的冰块沉积，通常阻止船只通过。夏初，泛滥的洪水冲刷着大块的浮冰和冰山进入海湾。在退潮时形成堆积，轻而易举地关闭了窄路，可能逗留数个小时或数天。
瓦格海湾的一些地方深达250余千米。海角宽35㎞，近200千米长，向西北延伸至奇瓦里克荒地。纬度为66°，距离北极圈40㎞。

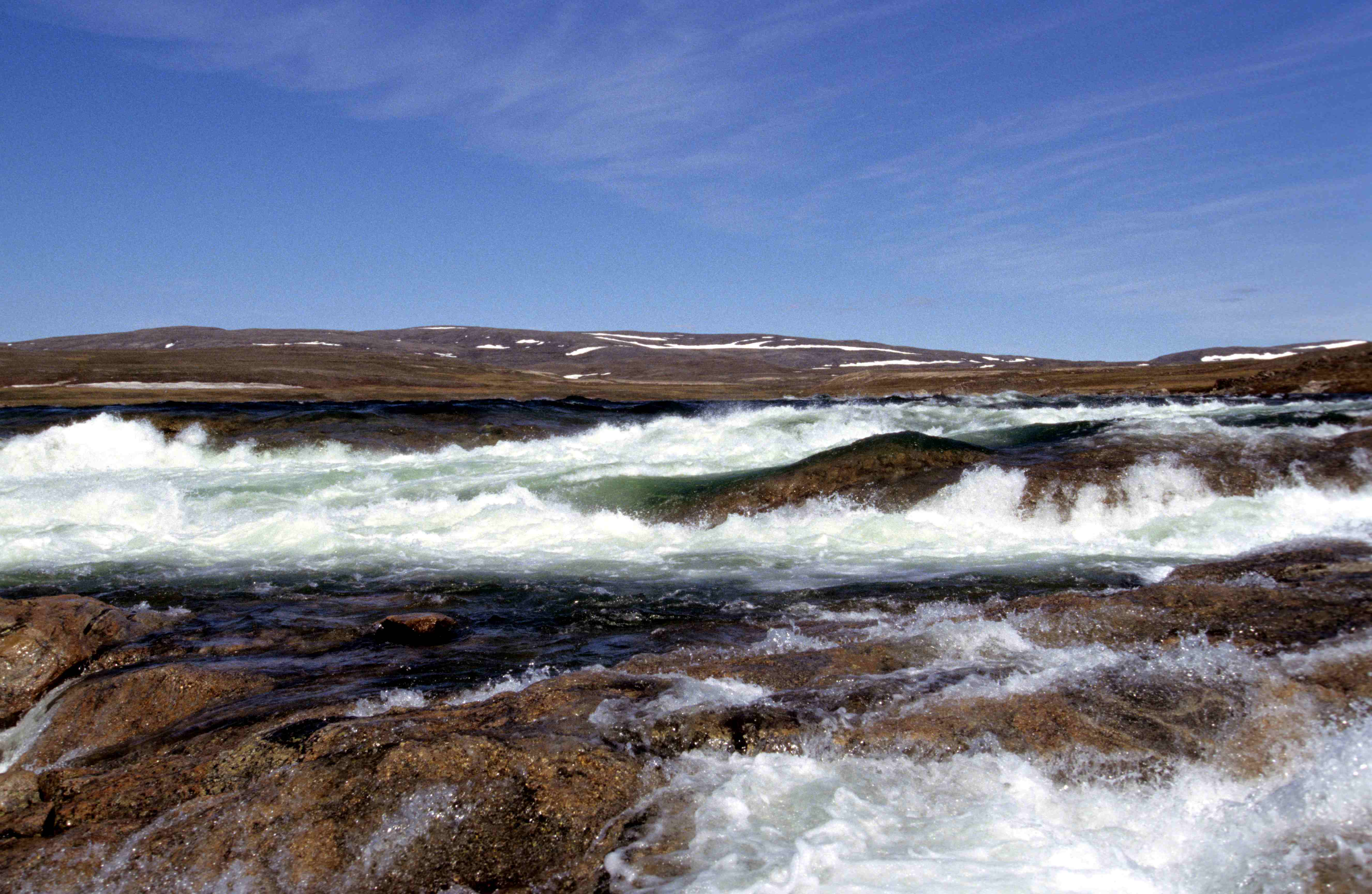
斯拉河的第二瀑布

他的西部末端，潮汐令人印象深刻，在瓦格海湾和2㎞宽的福德湖，也就是所谓的雷威辛瀑布的源头。在加拿大，只有三个自然现象为人熟知，新布伦斯维克和巴里尔入口的雷威辛瀑布、哈德孙峡谷，努纳武特。最强的潮流一个位于挪威，努尔兰波多向东30㎞。他们称之为萨尔特斯特劳蒙，并认为是世界上最强的潮汐。这片区域的土壤也因加拿大地盾而著名。

## 气候
盛行气候为北极海洋气候，夹杂着少许沉淀、低温和强风。它拥有北美最高风寒指数和最高的雪堆。因此，国家公园被认为是“高北极”。
这个地区的典型特征是瓦格海湾南部海岸的一道陡峭的山脉，前冰川峡谷，受气温强烈影响。因它接近哈德孙海湾，夏季常见气温下降和强霜降天气，初秋为暴风雪。7月末，海湾并不完全无冰，虽然5月至10月的气温会从凉爽到温暖。

## 动物

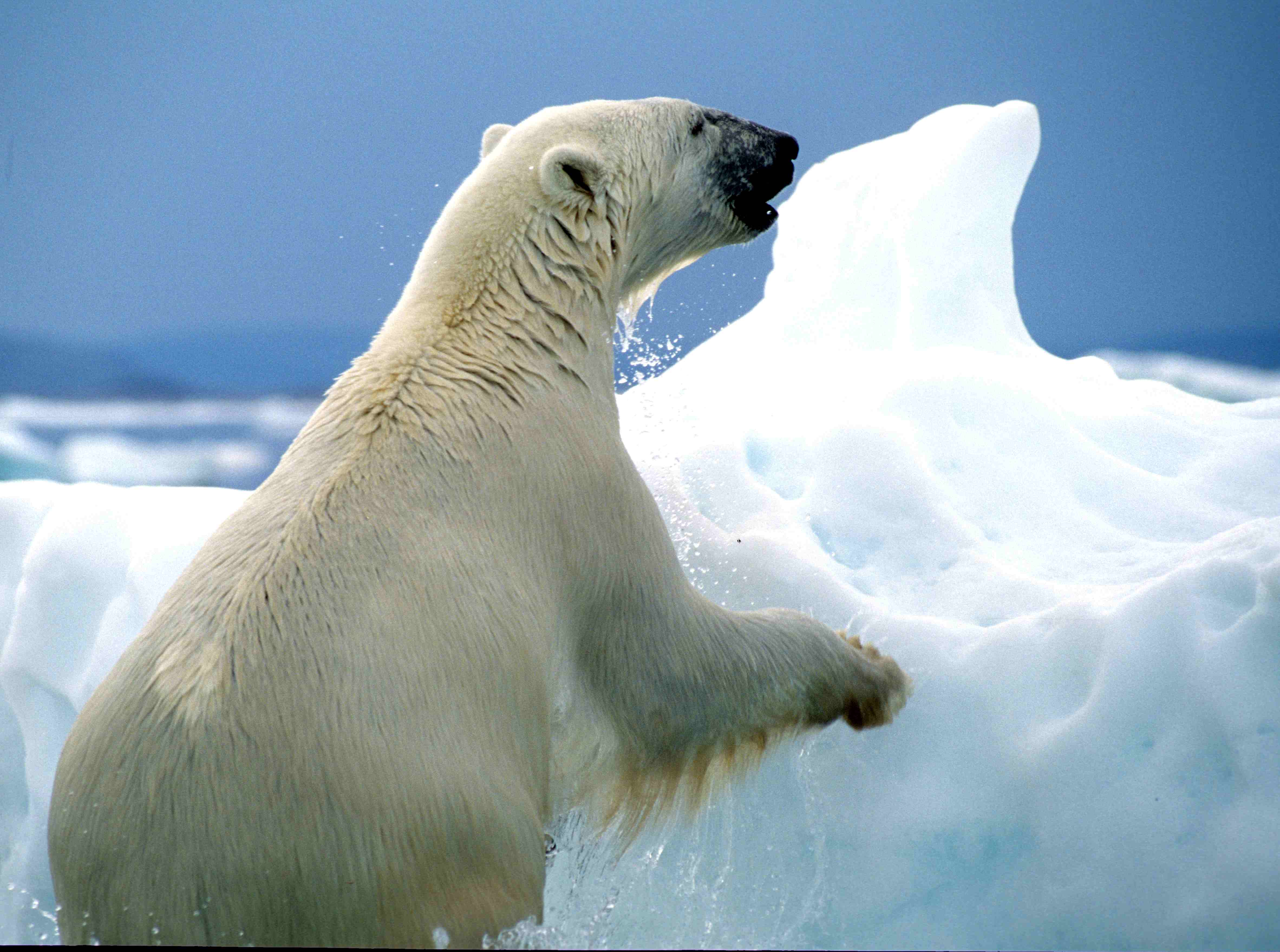
北极熊爬上大浮冰上

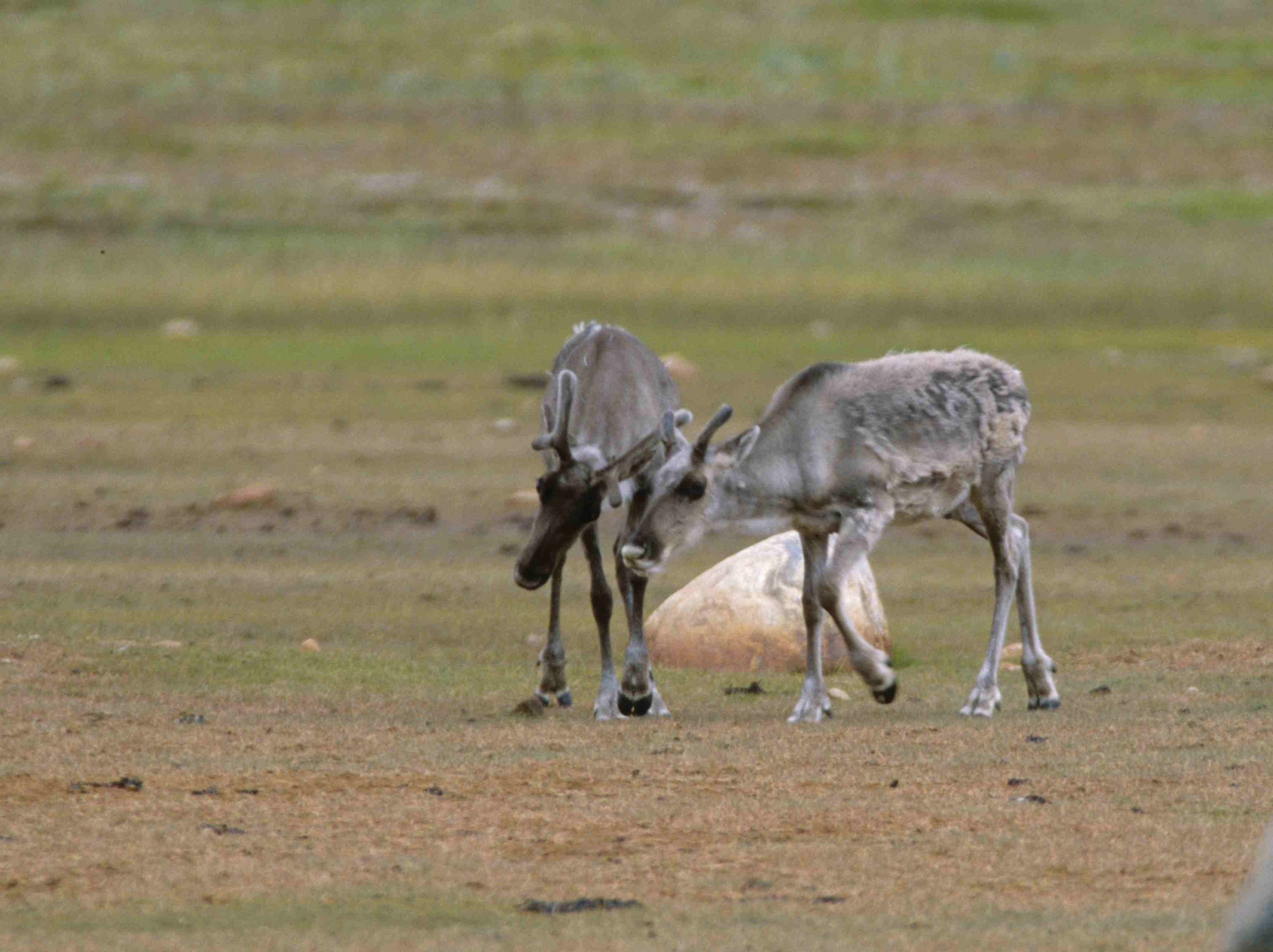
低潮期瓦格湖的两只北美驯鹿幼仔

通过动物学家的实际调查，公园内有16中物种。瓦格海湾的南部海岸是北极熊聚集区域。7月至8月初从船上、岛上或游泳能观测到北极熊。北美驯鹿和机灵的北极圈陆地松鼠前往斯拉汇集，还有罕见的旅鼠。他们通过伪装，北极狐和北极野兔不常居于此，但在逃离时能看到。其他常见动物还有北极狼，麝牛、北美野兔和狼獾。
园区还能看到多数海洋生物：环纹海报和髭海豹群居于此，海港处的海豹、白鲸和独角鲸也会出现在瓦格海湾。
有记载的鱼仅有四种：北极红点鲑、湖红点鲑、圆鳍鱼和多刺鱼。
可观测到的鸟类有40种，包括：
- 猛禽
  - 金雕
  - 矛隼
  - 游隼
  - 毛脚鵟
- 水禽
  - 欧绒鸭
  - 王绒鸭
  - 长尾鸭
  - 针尾鸭
  - 黑额黑鹰
  - 雪雁
  - 黑雁
  - 普通潜鸟
  - 白嘴潜鸟
  - 太平洋潜鸟
  - 红喉潜鸟
  - 北极鸥
  - 象牙鸥
  - 长尾贼鸥
  - 银鸥
  - 黑海鸽
  - 北极燕鸥
  - 苔原天鹅
- 其他地面筑巢鸟类
  - 三趾鹬
  - 黑腰滨鹬
  - 纹胸滨鹬
  - 半蹼滨鹬
  - 白腰滨鹬
  - 金斑鸻
  - 雪鹀
  - 铁爪鹀
  - 渡鸦
  - 岩雷鸟
  - 柳雷鸟
  - 沙丘鹤
  - 角百灵
  - 雪鸮
  - 水鹨

## 植物
国家公园具备典型的熔岩苔原地区，另一方面，在海藻、苔藓和茶渍目地衣下生长着25种花卉植物。它们和高山植物相关，却又不同。以下是已经被发现的家族和种类：
- 桦木科 – 甸生桦 – 美国甸生桦
- 狸藻科 – 野风信子
- 紫草科 - 滨紫草
- 蓼科 - 高山比斯托草 - 酸浆菜
- 毛茛科 - 鸟毛茛 – 侏儒毛茛
- 石松类 – 山石松

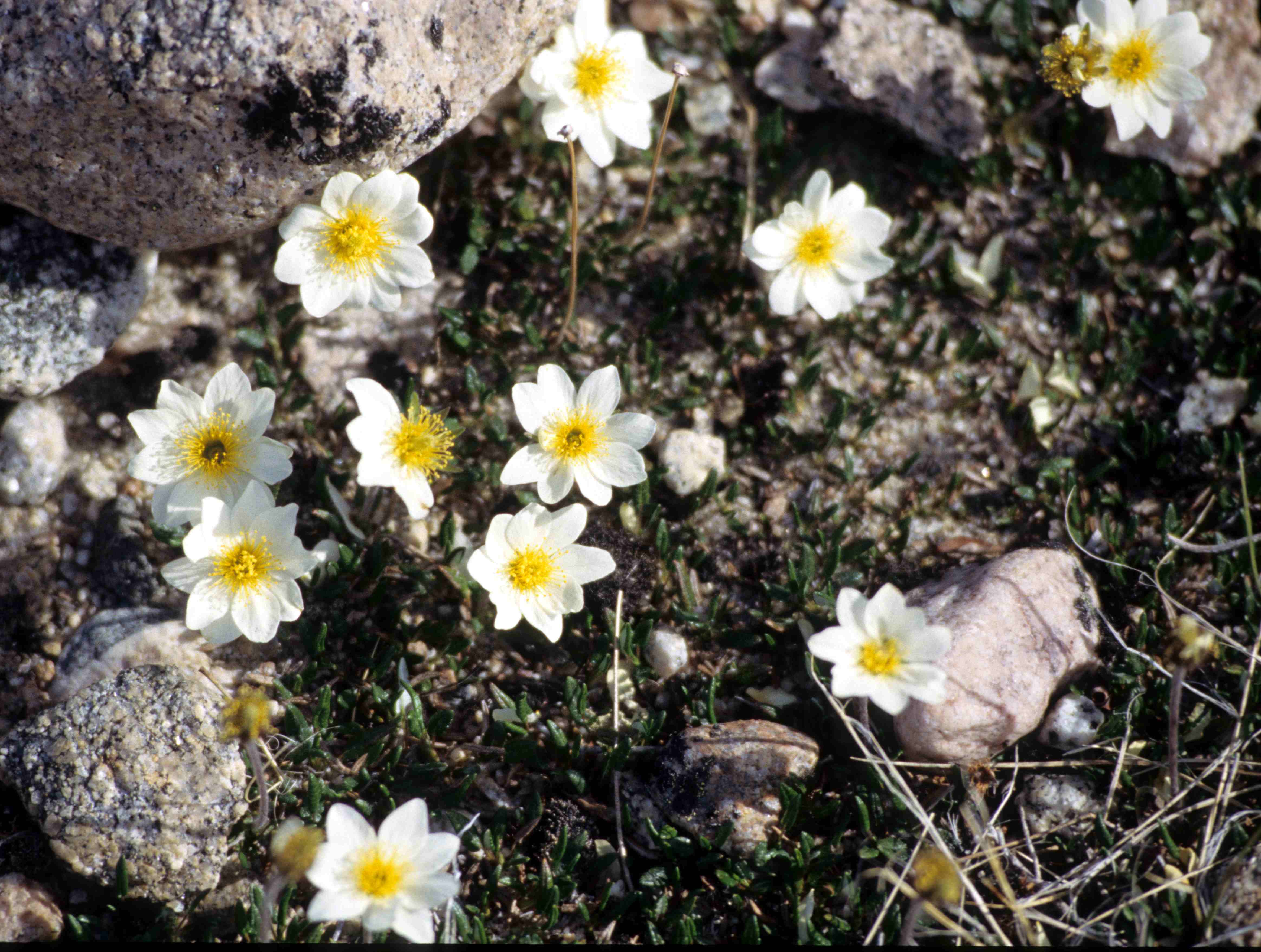
西北区域的花卉

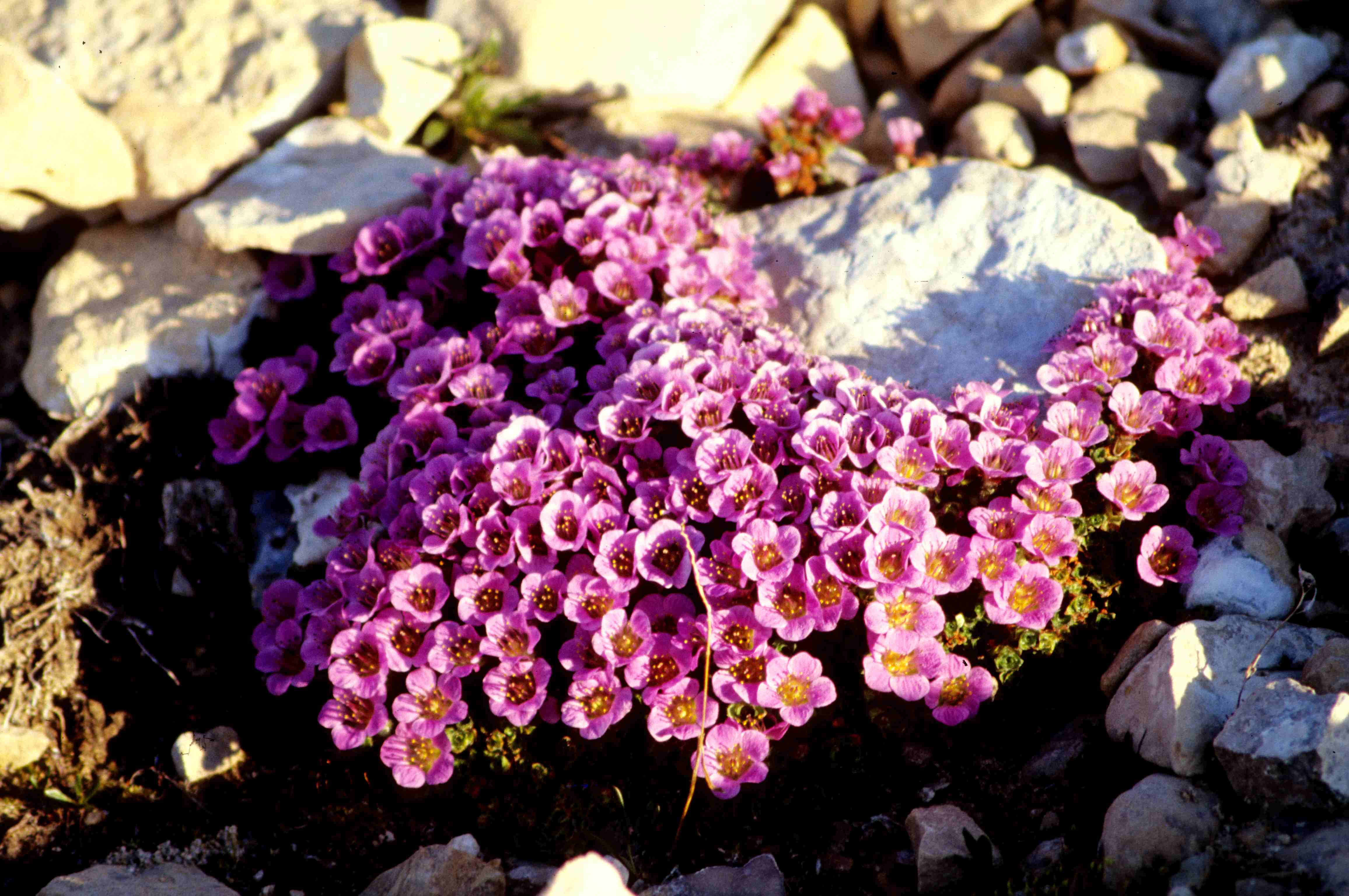
紫虎尔草

- 菊科 – 高山雏菊、北极雏菊、蒲公英、乳齿象花、猫爪花、海边洋甘菊、苦艾
- 岩梅科 – 岩梅
- 蕨类 – 芳香鳞毛蕨
- 玄参科 – 北极马先蒿、毛马先蒿、苏台德马先蒿等
- 禾本科 – 高山羊茅、蓝草、野生大麦
- 杜鹃花科 – 北极铃杜鹃、黑熊果、笃斯越桔、拉多茶树、小石楠、岩高兰、拉普兰夹叶
- 木贼科 – 海石竹
- 百合科 - 假沼泽水仙
- 十字花科 – 北极膀胱荚
- 豆科 – 黄芪、甘草、
- 石竹科 - 北极剪秋罗属植物、多棘漆姑草、苔藓剪秋罗、野卷耳等
- 罂粟科 – 北极罂粟
- 蔷薇科 - 洋莓、鹤金梅、云莓、仙女木、雪梅
- 虎耳草科 - 小鳞茎虎耳草、猫眼草、帕那色斯草、刺虎耳草
- 莎草科 – 北极棉、羊胡子草、莎草
- 车前科 – 常见车前草
- 柳科 – 北极柳、八角柳、里斯特柳
- 柳叶科 – 杂草
- 鹿蹄草科

## 旅游业

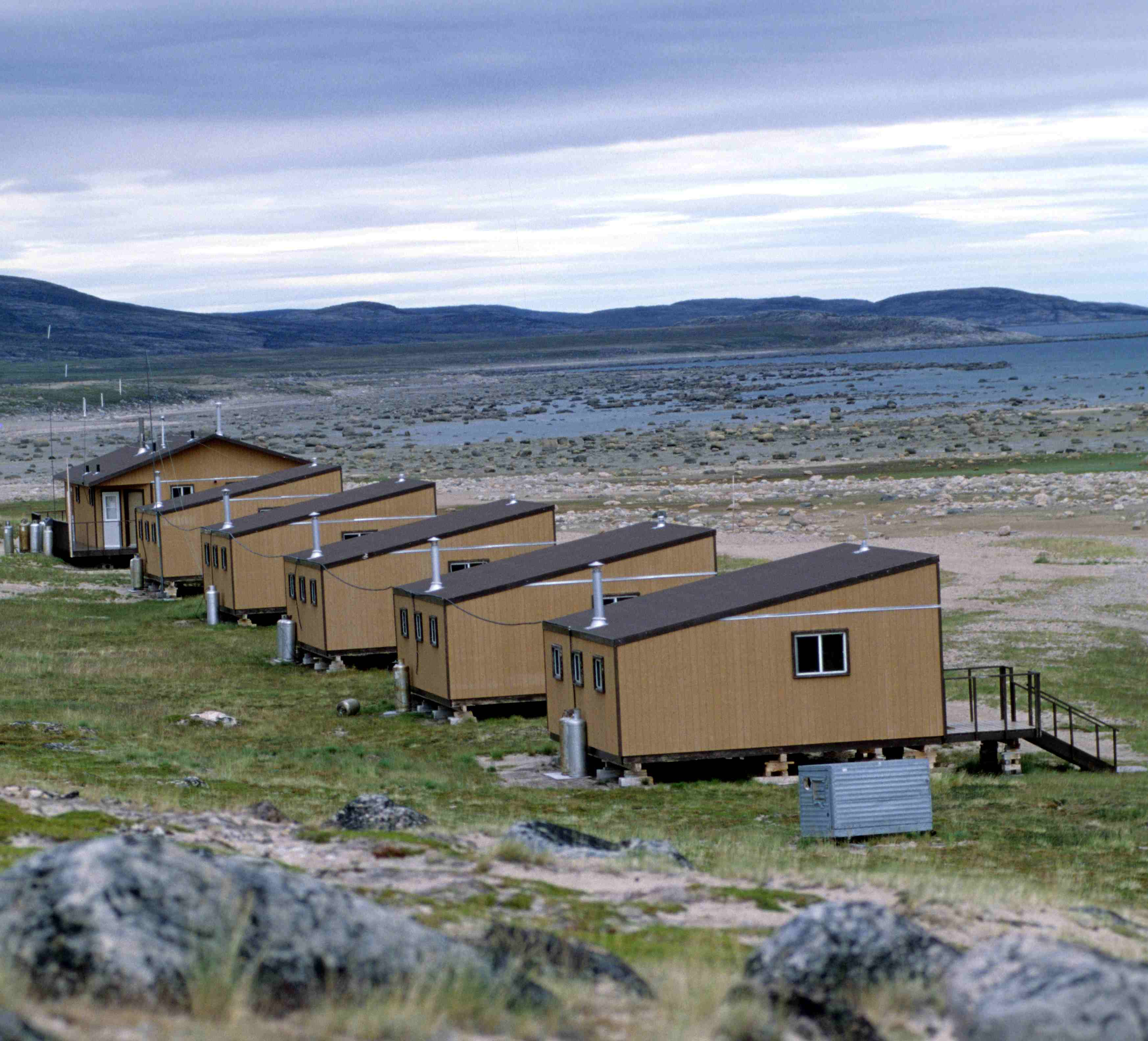
瓦格湾，斯拉旅馆

通常公园游客仅在夏季周末参观，从7月初直至8月初。在此之前，瓦格海湾积冰过多，不易乘船到访，秋季，因纽特人说：“夏季期间，你会看到北极熊，此后，它们会看你。”
参观这个地区可以乘坐直升飞机。它和巴克尔湖有如两个世界，彼此距离350㎞，航班从兰肯海湾入口可抵达，还可从雷普尔斯湾乘坐汽艇，是加拿大公园运营的一个车站，由于冰雪堆积，可能需要更长时间开拓道路或配备更多设施。
公园里唯一的航道位于瓦格湾北部沿岸的斯拉河。1987年，因纽特从斯拉旅馆选址此处。旅馆在夏季营业数周，让自然爱好者能暂作逗留。因航班高昂的费用，旅馆从2002年起甚少使用。斯拉旅馆提供的旅游指南中，可乘船游览瓦格湾岛，或横穿瀑布前往佛德湖，抵达从前的哈德孙海湾公司前哨，或行走穿过附近区域，由此可找到早期居民留下的令人印象颇深的遗址，如压帐篷石圈，因纽特石堆。这一地点可作为徒步旅行的起点，但也应对该区的北极熊严加防范。

### 徒步旅行路线
一下村庄，可从斯拉旅馆区域徒步至瀑布和湖区：

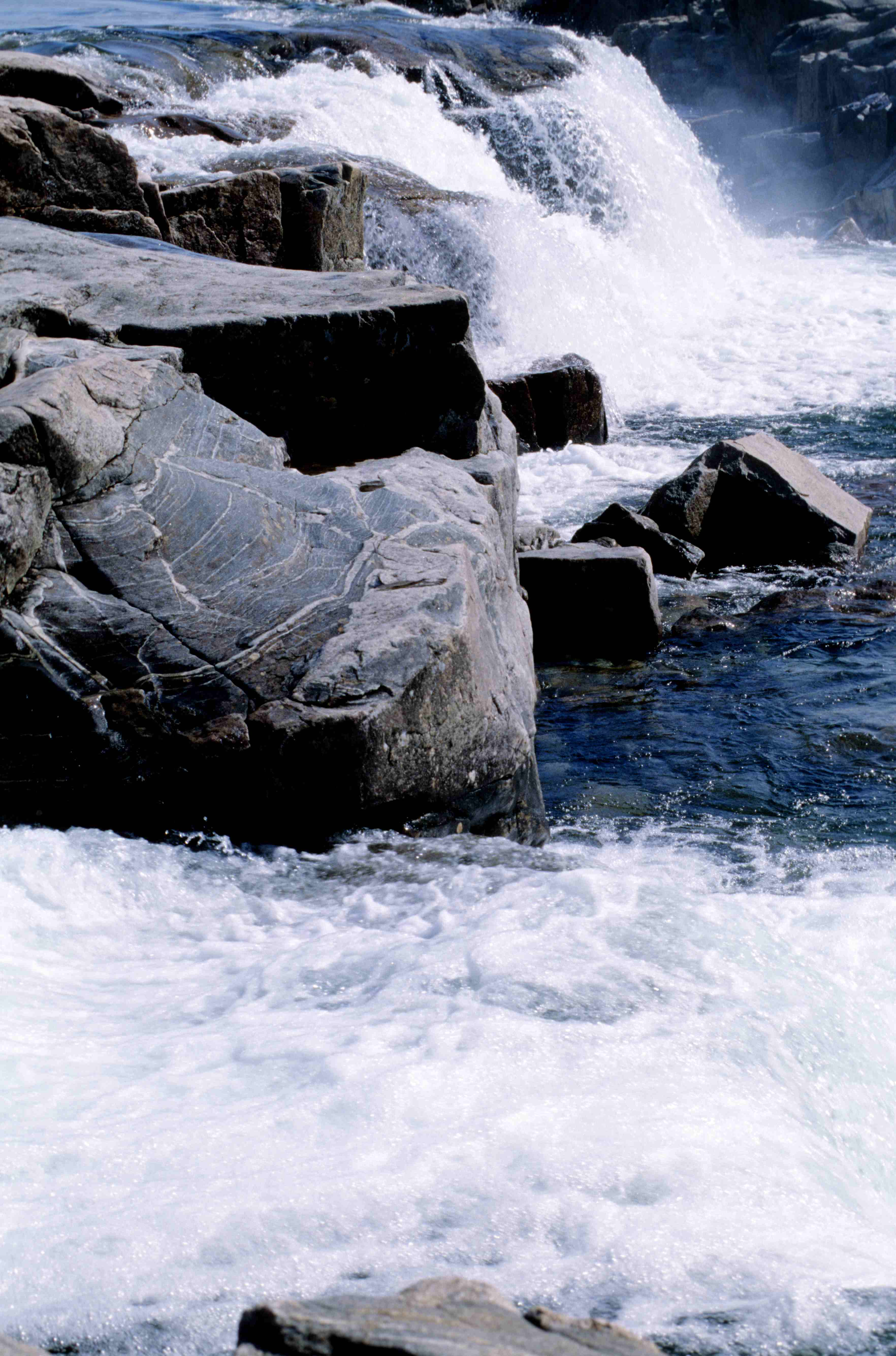
斯拉河的第四瀑布，典型的加拿大地盾熔岩

- 斯拉河第一瀑布，全场4公里，徒步时间：1小时；总时间：1.5小时；高度落差：40米；最高点：4米；难易程度：容易
- 特拉维辛·蒂尼图克土平原，全长：6公里；徒步时间：1.5小时；总时间：5小时；高度落差：80米；最高点：30米；难易程度：容易
- 船舶峡谷，全长：10公里；徒步时间：2.5小时；总时间：4小时；高度落差：50米；最高峰：30米；难易程度：中等
- 斯拉河第二瀑布；全长：8公里；徒步时间：2.5小时；总时间：5小时；高度落差：160米；最高峰：110米；难易程度：中等；
- 斯拉河和法尔龙峡谷第三和第四瀑布：全长：8公里；徒步时间：2.5小时；总时间：5小时；高度落差：416米；最高峰：110米；难易程度：中等-难
- 渔人远足地，全长：10公里；徒步时间：3小时；总时间：5小时；高度落差：200米；最高峰：150米；难易程度：中等-难
- 蝴蝶湖，全长：16公里；徒步时间：5小时；总时间：8小时；高度落差：400米；最高峰：250米；难易程度：难。

## 书籍
- 《努勒维特手册》，伊魁特2004
- 《安斯加尔，行走》

## 图片

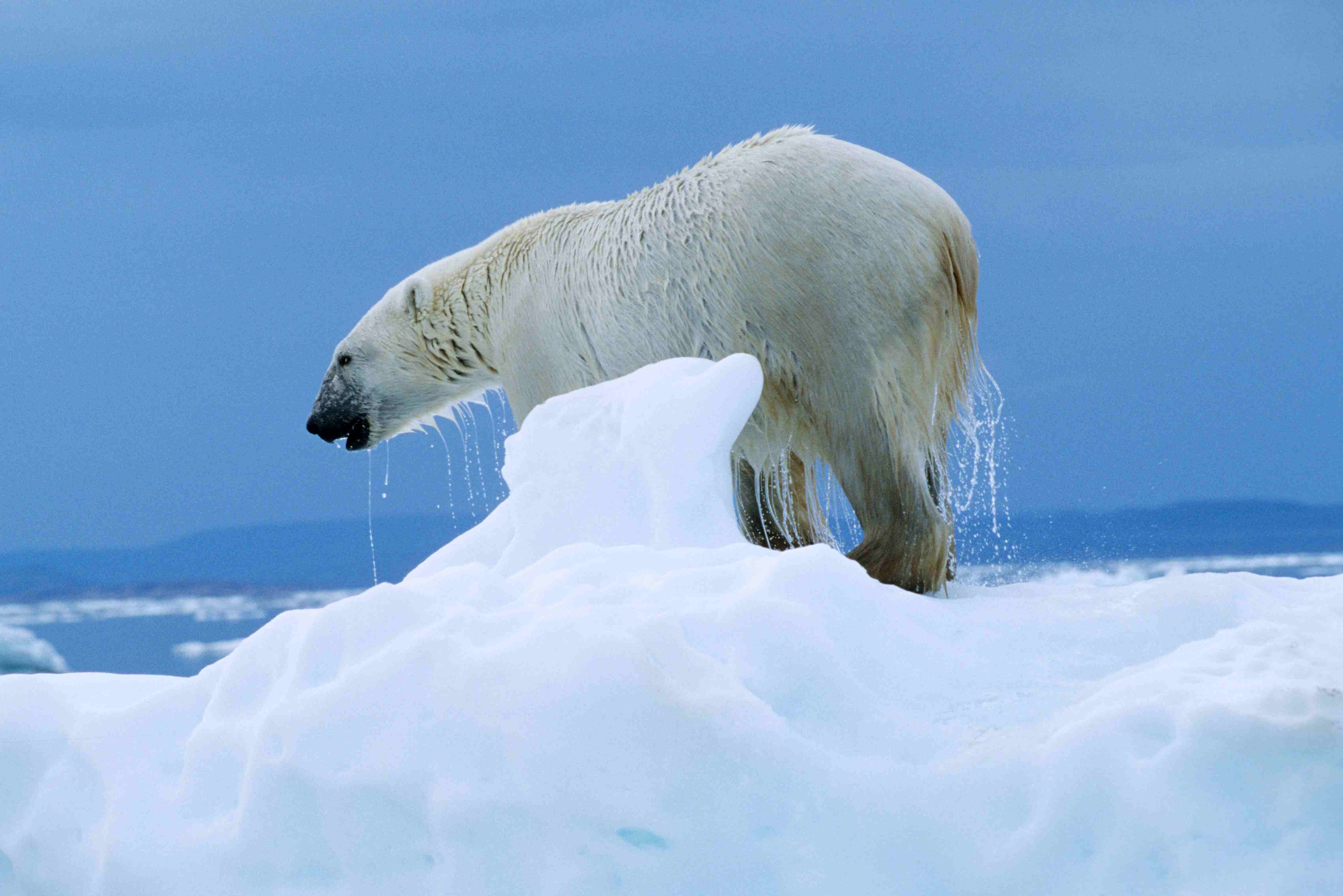
北极熊在冰面上行走
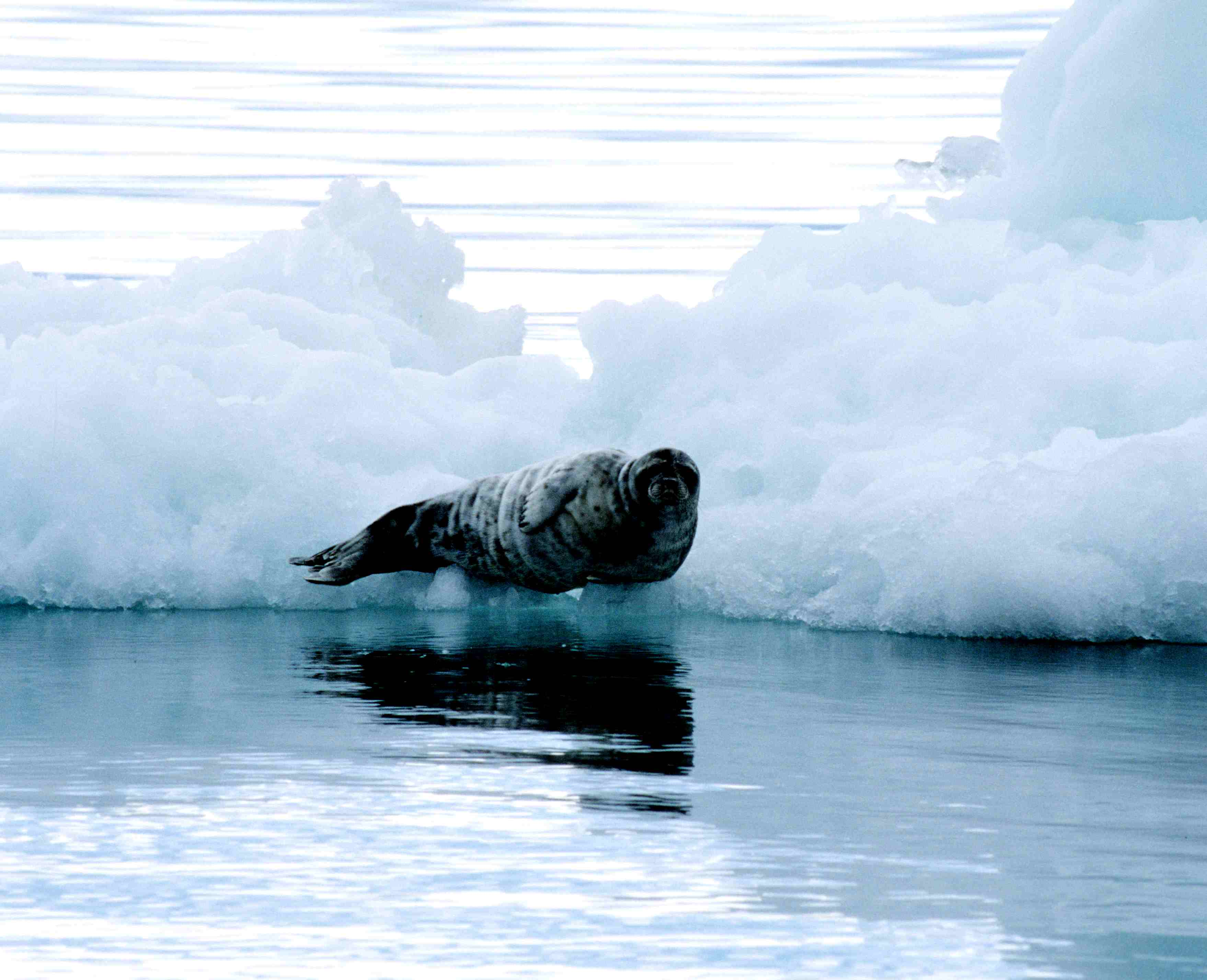
髯海豹在瓦格湾浮冰上行走
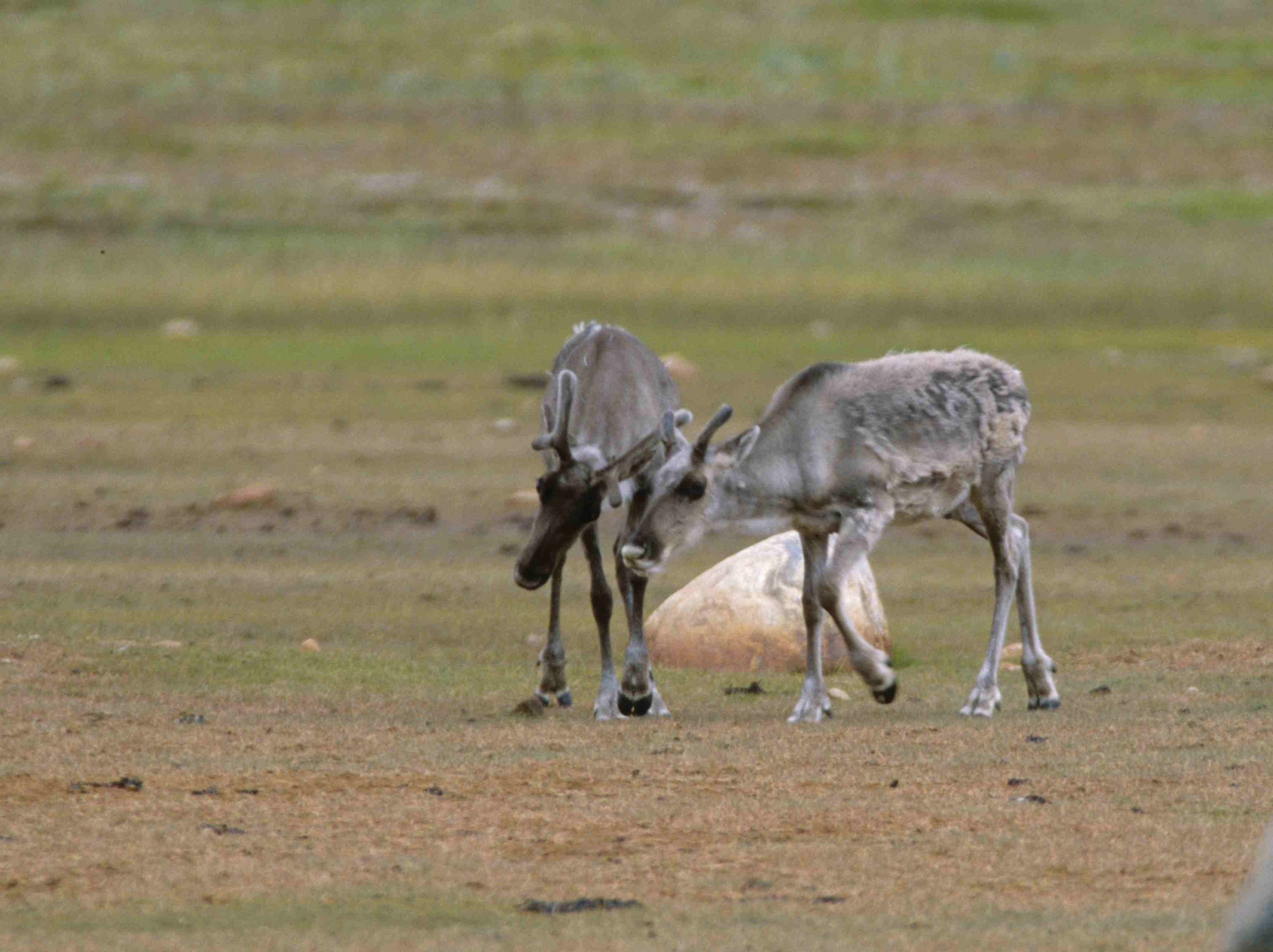
瓦格湾附近的两头年幼的荒地北美驯鹿
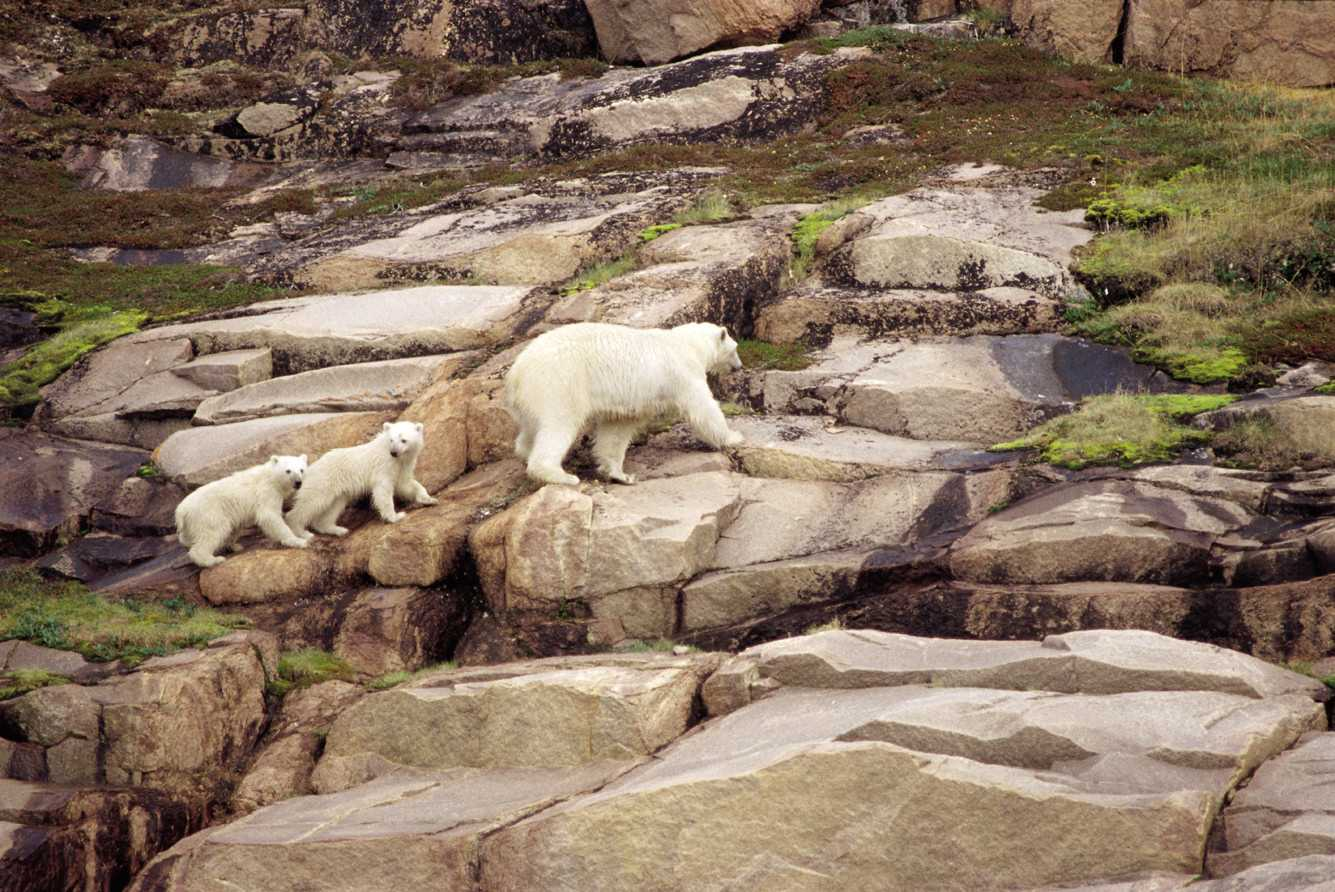
北极熊和两只幼仔爬上海雀岛。
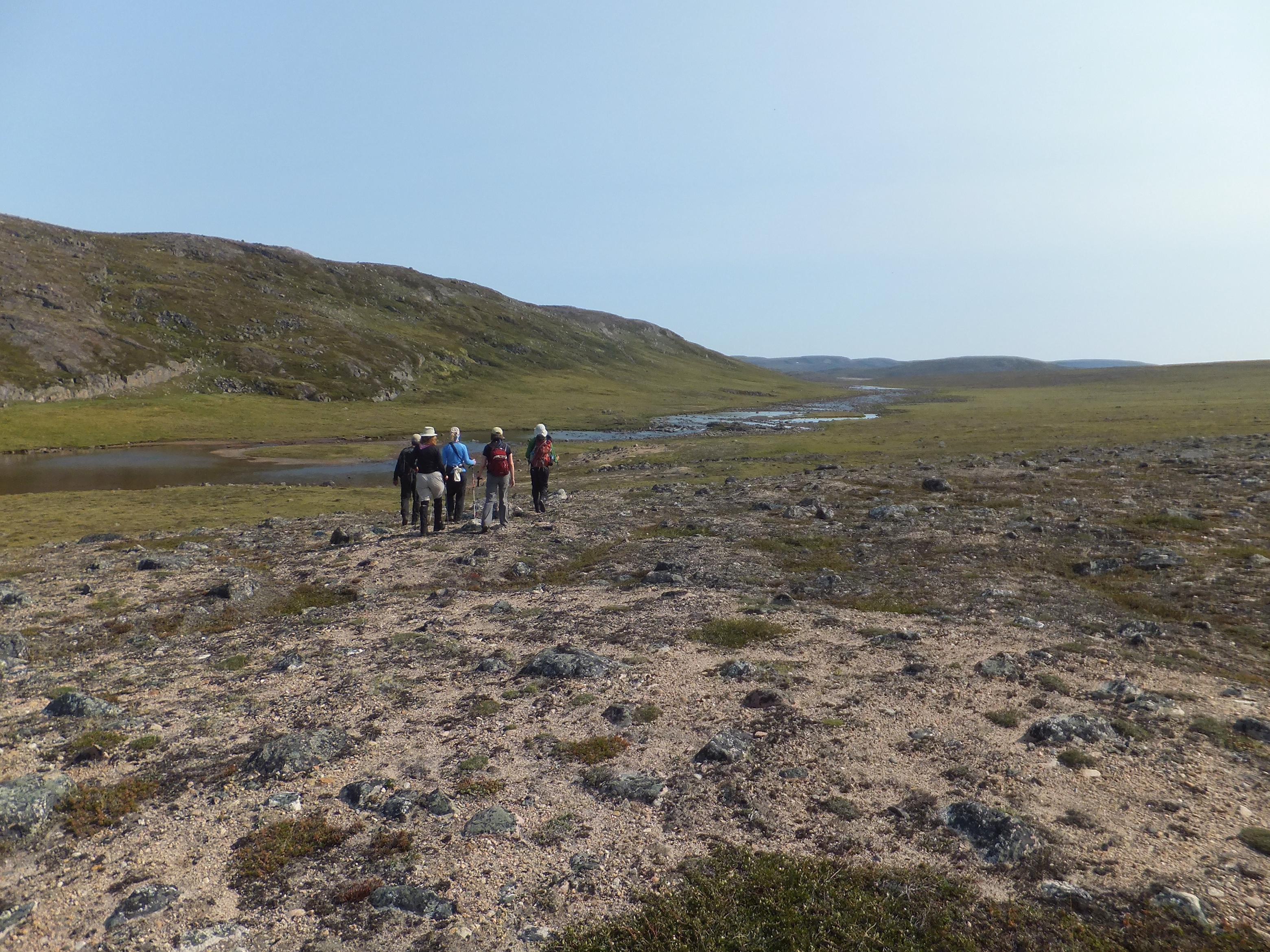
斯拉河的东岔
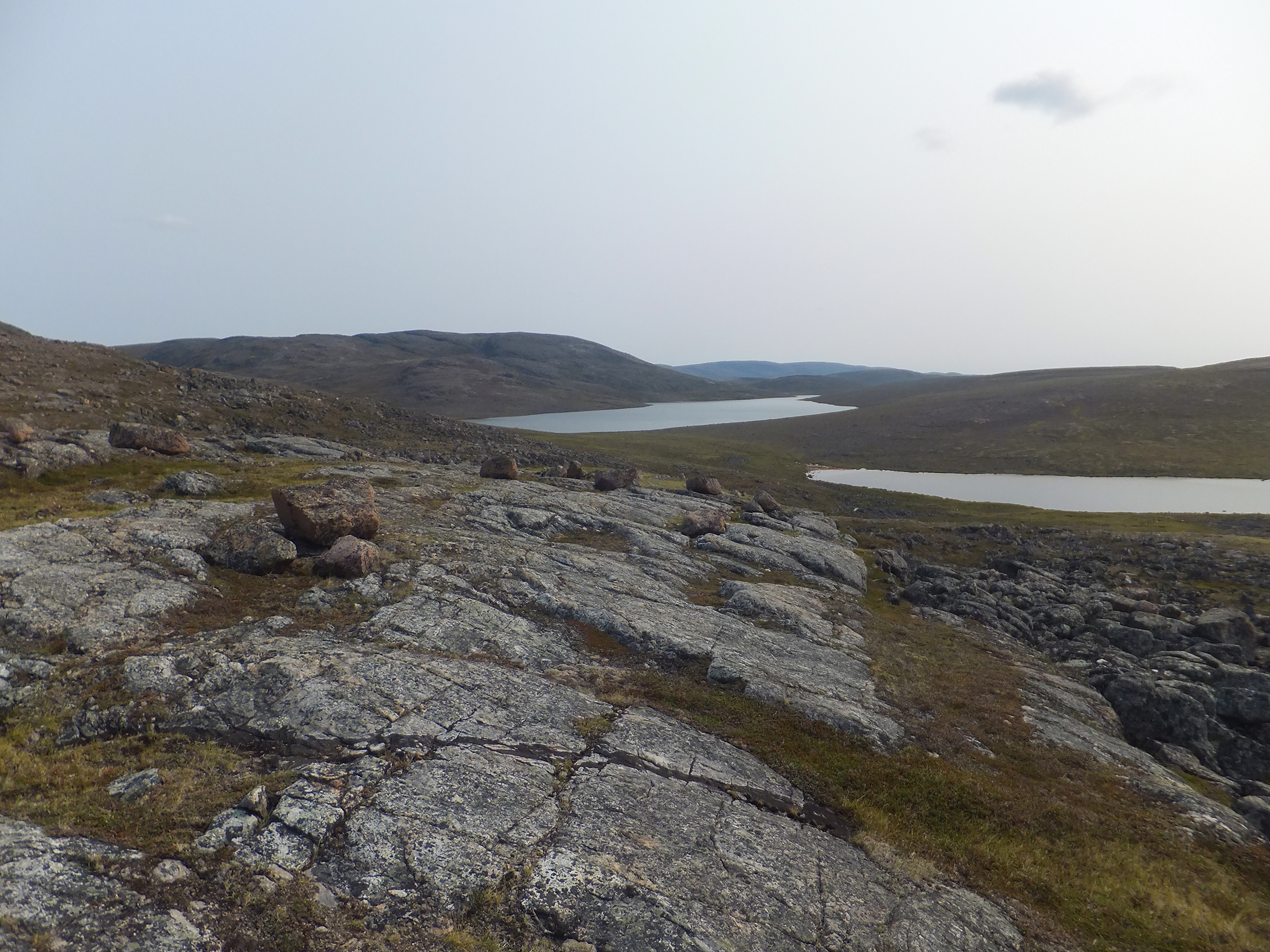
斯拉和远处的公园

## 延伸链接
- Ukkusiksalik National Park of Canada（页面存档备份，存于）
- Inuit Knowledge of Ukkusiksalik
- Glacial ice flow in Schultz Lake and Wager Bay areas (pdf) （页面存档备份，存于）
- National Park System Plan